# Ceremîsivka, Bilohirsk
Ceremîsivka (în ucraineană Черемисівка) este un sat în comuna Bahate din raionul Bilohirsk, Republica Autonomă Crimeea, Ucraina.

## Demografie
Componența lingvistică a localității Ceremîsivka
     Rusă (48,09%)
     Tătară crimeeană (39,57%)
     Ucraineană (9,36%)
     Alte limbi (0,86%)
Conform recensământului din 2001, nu exista o limbă vorbită de majoritatea populației, aceasta fiind compusă din vorbitori de rusă (48,09%), tătară crimeeană (39,57%) și ucraineană (9,36%).